# Viktor Pavlovič Kočubej
Il principe Viktor Pavlovič Kočubej, in russo Виктор Павлович Кочубей?, in ucraino Віктор Павлович Кочубей? (Dikanka, 22 novembre 1768 – Mosca, 2 giugno 1834), è stato un diplomatico russo, ma di origini ucraine.

## Biografia
Discende da una famiglia cosacca, figlio di Pavel Vasil'evič Kočubej (1738-1786), e di sua moglie, Ul'jana Andreevna Bezborodko (1742-1776), studiò in una scuola privata di San Pietroburgo.
Nel 1776 entrò nel Reggimento Preobraženskij, ma non per molto. Grazie a suo zio, era destinato a una carriera diplomatica. Fu mandato a Ginevra sotto la supervisione di Andrej Jakovlevič Italinskij.
La sua carriera iniziò nel 1784 in Svezia, poi a Londra, e successivamente nominato inviato straordinario a Costantinopoli. Dopo l'ascesa di Paolo I,  venne elevato al titolo di conte, ma ben presto cadde in disgrazia.
Divenne poi uno dei più stretti collaboratori di Alessandro I. Il 12 dicembre 1801 fu nominato membro del Consiglio di Stato, e, con la formazione dei ministeri, primo Ministro degli Affari Interni della Russia. Nel 1834 divenne Cancelliere degli Affari Interni.

### Matrimonio
L'imperatore voleva sposare Viktor alla sua amante, Anna Lopuchina, ma gli disobbedì. Nel 1799 sposò Marija Vasil'evna Vasil'čikova (10 settembre 1779-12 gennaio 1844) dalla quale ebbe tredici figli:
- Natal'ja Viktorovna (1800-1855), sposò il conte Aleksandr Grigor'evič Stroganov, ebbero quattro figli;
- Aleksandr Viktorovič (1803-1808);
- Pavel Viktorovič (1804-1807);
- Nikolaj Viktorovič (1805-1811);
- Andrej Viktorovič (1807-1816);
- Ekaterina Viktorovna (1808-1809);
- Elizaveta Viktorovna (1809-1809);
- Lev Viktorovič (1810-1890), sposò Elizaveta Vasil'evna Kočubeja;
- Elena Viktorovna (1811-1811);
- Vasilij Viktorovič (1812-1850), sposò la duchessa Elena Pavlovna Bibikova;
- Anna Viktorovna (1813-1827);
- Michail Viktorovič (1816-1874), sposò la principessa Marija Ivanovna Bariatinskaja;
- Sergej Viktorovič (1820-1880), sposò la contessa Sof'ja Aleksandrovna Benckendorva.

### Morte
Morì il 2 giugno 1834, a Mosca. Fu sepolto nella chiesa di Santo Spirito, nel Monastero di Aleksandr Nevskij.